# Jetset Records
Jetset Records bylo americké nezávislé hudební vydavatelství se sídlem v New Yorku. Založila jej v roce 1996 Shelley Maple a prvním vydaným titulem byla reedice alba německé garagerockové skupiny The Golden Lemons. Později společnost vydávala řadu alb různých nezávislých umělců, jako například Firewater, Sun Kil Moon a Mogwai.

## Umělci
- 16 Horsepower
- Arab Strap
- Black Box Recorder
- Dean and Britta
- Congo Norvell
- David Candy
- Death by Chocolate
- Elysian Fields
- Firewater
- The Go-Betweens
- Golden Lemons
- Gunga Din
- The Jesus Lizard
- Kid Silver
- Luna
- Macha
- Mogwai
- Prolapse
- Sahara Hotnights
- Erik Sanko
- Seaworthy
- Sister Sonny
- Spoozys
- The Stratford 4
- Sun Kil Moon
- Teenage Fanclub
- Ten Benson
- The Flaming Sideburns
- Tram